# Leberresektion
Bei der Leberresektion (auch Leberteilresektion) handelt es sich um einen chirurgischen Eingriff, bei dem Gewebe der Leber aufgrund einer medizinischen Indikation entfernt werden muss.
Wird eine Hälfte der Leber entfernt, heißt der Eingriff Hemihepatektomie. Die chirurgische Trennung entlang der Lebersegmente wird als anatomische Resektion bezeichnet, ansonsten betrifft es eine atypische Resektion. Die Entfernung der gesamten Leber (die Hepatektomie) kommt – da die Leber ein unverzichtbares Organ ist – nur im Rahmen der Transplantationschirurgie zur Anwendung.

## Indikation
Die Teilentfernung der Leber kann sowohl wegen gutartiger als auch bösartiger Erkrankungen erforderlich werden.
Einige Gründe bei gutartigen Erkrankungen führen zur Notwendigkeit der Leberresektion: Dies sind vor allem in der Leber gelegene (intrahepatische) Abszesse, progrediente Zysten oder örtliche Durchblutungsstörungen der Leber.
Maligne Erkrankungen der Leber können, soweit sie örtlich genau abgrenzbar sind, gelegentlich mit einer Leberresektion behandelt werden. Häufiger sind Leberresektionen zur Beseitigung einzelner (solitärer) oder örtlich (segmental) begrenzter Lebermetastasen. Ob bei einer solchen Leberresektion nachher noch eine ausreichende Leberfunktion besteht, kann vorab durch die Volumen-Funktionsplanung ermittelt werden.

## Durchführung
Der Eingriff erfolgt mit dem Patienten in Rückenlagerung. Zur Verbesserung der Zugänglichkeit wird meistens der Übergang von der Brust- zur Lendenwirbelsäule überstreckt. Die Schnittführung beinhaltet entweder einen Oberbauchquerschnitt, welcher in der Mittellinie in Richtung des Brustbeines verlängert werden kann, oder einen Bauchschnitt in der Mittellinie (meistens bei Mehrorganeingriffen), oder einen thorakoabdominellen Zugang, bei dem ein Oberbauchschnitt in der Mittellinie J-förmig verlängert wird bis in die linke Brustkorbhälfte.

Intraoperativer Situs bei Leberresektion (Hämangiom)

## Resektion
Anatomische Resektion: In diesem Fall werden ein gesamter Leberlappen oder auch einzelne, nebeneinanderliegende Segmente ihrer jeweiligen Blutversorgung entsprechend entfernt. Die Segmentarterien, -venen und Pfortaderäste werden hierzu möglichst nahe an ihrem Ursprung aus den übergeordneten Gefäßen unterbunden oder mit Metallclips verschlossen. Ebenso wird mit den Gallengängen verfahren. Entlang der nicht immer sicher identifizierbaren Segmentgrenzen wird dann das weiche Parenchym durchtrennt. Da sämtliche Blutgefäße und Gallengänge auch über die Segmentgrenzen hinweg untereinander verbunden sind, muss auch hier auf alle Blut- und Gallengefäße sorgfältigst geachtet werden, daher kommen in der Regel ultraschall- (Ultraschallmesser) und hochfrequenzchirurgische Geräte neuerer Generation zum Einsatz. Mit diesen lässt sich eine „sanfte“ Koagulation des empfindlichen Gewebes ohne Verschorfung oder Verkohlung erzielen, größere Gefäße können gut identifiziert und gezielt verschlossen werden.
Atypische Resektionen oder auch Keilresektionen werden bei randnah gelegenen Prozessen vorgenommen; hierbei wird versucht, eine Verletzung der größeren intrahepatischen Gefäße so weit wie möglich zu vermeiden. Diese Art der Resektion hält sich aber nicht an anatomisch vorgegebene Segmente und kann durchaus Segmentgrenzen überschreiten.
Laparoskopische Leberresektionen, eher als atypische Keilresektionen als anatomische Segmentresektionen durchgeführt, werden seit Anfang der 90er Jahre an spezialisierten Zentren vorgenommen. Die späte Ausweitung der minimalinvasiven Chirurgie auf die Leberchirurgie ist auf die komplexe Anatomie und die teils schwerwiegenden intraoperativen Komplikationen (z. B. Blutungen, Gasembolien) zurückzuführen. Trotz dieser Hürden konnten die laparoskopischen Eingriffe in zunehmender Quantität und Ausdehnung erfolgreich unternommen werden. Dies bestätigt sich in mehreren Studien, welche keine Nachteile der Laparoskopie gegenüber dem konventionellen Vorgehen feststellen konnten. Darüber hinaus konnten einige Arbeiten Vorteile im postoperativen Heilungsverlauf nachweisen.
Bei allen Verfahren sind die Kontrolle von Blutungen und Austritt von Gallenflüssigkeit aus der Resektionsfläche das wichtigste Qualitätskriterium. Zu ihrer Vermeidung kommen neben der oben genannten modernen Koagulationstechnik spezielle, mit gerinnungsfördernden Substanzen (Hämostyptika) getränkte kollagene Vliesgewebe zum Einsatz.

## Risiken und Komplikationsmöglichkeiten

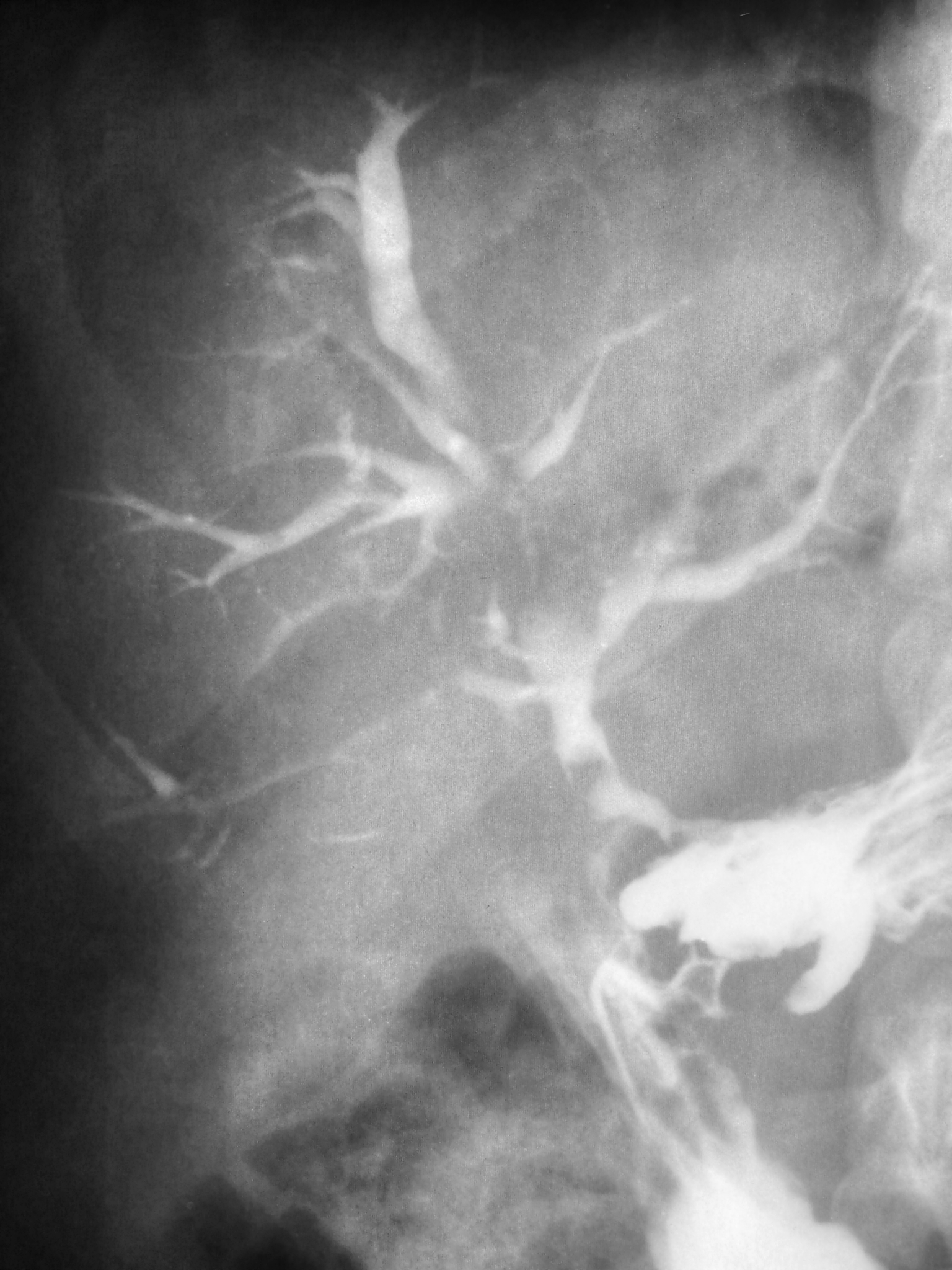
Gallefistel im Röntgenbild

Blutungen während und nach der Operation (intra- und postoperativ) können sowohl diffus aus der Resektionsfläche als auch lokal aus nicht ausreichend versorgte/versorgbaren größeren Blutgefäßen auftreten (wobei die Venen hier aufgrund ihrer zarten, zerreißlichen Wandstruktur das größere Problem als die kräftigen Arterien darstellen) und lebensbedrohliche Ausmaße annehmen. Bei ausgedehnteren Leberresektionen ist die Notwendigkeit von Bluttransfusionen eher die Regel als die Ausnahme.
Verbleiben Ansammlungen von Restblut (Hämatome) im Operationsfeld, drohen sich diese zu infizieren, mit den Folgen eines Abszesses oder einer eitrigen Bauchfellentzündung. Mindestens genauso bedrohlich kann die so genannte gallige Peritonitis durch Austritt von Galle aus der Resektionsfläche oder einem unverschlossenen Gallengang sein. Diese Komplikationen erzwingen fast regelhaft die Relaparotomie (Erneute Eröffnung des Bauches) oder gar eine Etappenlavage, eine regelmäßige Baucheröffnung mit Spülung und Entfernung von Eiter und Fibrin.
Weniger problematisch ist die Entstehung einer sog. Gallefistel, die dadurch zustande kommt, dass Galle aus der Resektionsfläche austritt, aber über zuvor gelegte Drainagen nach außen abgeleitet wird. Solche Fisteln können oft lange bestehen, ohne wirkliche Probleme zu bereiten. Oft verschließen sie sich von selbst.
Verletzungen der ableitenden Gallenwege können zum Galleaufstau in der Leber und damit zur Gelbsucht, dem Ikterus führen. Meist macht diese Situation eine Intervention erforderlich. Diese kann in erneuter Operation, aber auch in ultraschallgesteuerter Punktion (PTC) der aufgestauten Gallengänge mit anschließender Anlage einer Gallenableitung nach außen bestehen.
Bakterielle Infektionen der Gallengänge können zur chronischen Cholangitis mit nachfolgender Leberzirrhose führen.
Bei Ausbleiben dieser schwereren Komplikationen ist die Auswirkung einer Leberresektion auf die Funktion des Organs eher gering. Die hohe Regenerationsfähigkeit dieses Organs erlaubt Resektionen bis zu vier Fünfteln des gesunden Lebergewebes. Der verbliebene Organrest kann in recht kurzer Zeit wieder nahezu Ausgangsgröße erreichen.
Um Risiken und Komplikationsmöglichkeiten in der Zukunft zu minimieren, gibt es unterschiedliche Ansätze. Ein Ansatz ist, die Vorteile der Laparoskopie (kürzerer Krankenhausaufenthalt, weniger Schmerzen, weniger Schmerzmittel, kosmetisch besseres Ergebnis) mit den Vorteilen der interaktiven Bildgebung zu kombinieren. Dabei soll die Operation in einen offenen MRT (oMRT) verlegt werden. Die dort entstehenden Bilder können dem Operateur in Echtzeit Lage und Verlauf gefährdeter Strukturen wie Arterien, Venen und Gallengänge zeigen, die er normalerweise nicht sehen kann. Ziel ist die Sicherheit, mit der solche Strukturen chirurgisch versorgt werden, zu maximieren und die Orientierung des Chirurgen zu verbessern.

## Rehabilitation und Prognose
Nach komplikationslos verlaufener Leberresektion sind keine speziellen Rehabilitationsmaßnahmen erforderlich. Ansonsten sind sie nach Art und Intensität der Komplikation (z. B. ARDS nach Langzeitbeatmung) anzusetzen. Die Prognose ist von der Grunderkrankung abhängig. Ist dies eine gutartige (Leberabszess o. ä.), ist die Krankheit hier natürlich in der Regel zum Stillstand gebracht.
Dickdarmkrebs: Falls technisch möglich, sollen Lebermetastasen des Dickdarmkrebses entfernt werden.
Das primäre Leberzellkarzinom wird, solange es operabel ist, ebenfalls mittels der Leberresektion behandelt. Prognose und weitere Behandlungsmöglichkeiten im Hauptartikel.